# Autodelta
Autodelta SpA – oddział Alfy Romeo odpowiedzialny za rywalizację w sportach motorowych. Firma Autodelta została założona przez Carlo Chitiego i Ludovico Chizzolę w 1963 roku.

## Historia
Firma została założona przez byłego inżyniera Ferrari Carlo Chitiego i dilera Alfy Romeo Ludovico Chizzolę 5 marca 1963 roku i miała początkowo swą siedzibę w Tavagnacco koło Udine, rodzinnego miasta Chizzoli. Pierwsze zlecenie pochodziło od prezydenta Alfy Romeo Giuseppe Luraghiego i dotyczyło dokończenia budowy około stu modeli GTZ, co mimo sprzeciwów Chizzoli wymusiło przeniesienie siedziby Autodelty do Settimo Milanese. Sytuacja firmy zmieniła się z dniem 30 listopada 1964 roku, kiedy to zaprzestała ona współpracy z Alfą Romeo i została wykupiona przez koncern. Później Autodelta przy współpracy z Alfą Romeo wprowadziła także model GTA.
W szybkim czasie Autodelta stała się najpopularniejszym wyścigowym zespołem Alfy Romeo. W 1964 roku Oratio Satta i Giuseppe Busso zaprojektowali sportowy prototyp Alfa Romeo Tipo 33, który początkowo dysponował czterocylindrowym silnikiem. Jednakże Chiti wyposażył Tipo 33 w jednostkę V8, która wywodziła się od silnika używanego w samochodzie Formuły 1, ATS 100. W 1967 roku Autodelta rozpoczęła rywalizację w sportach motorowych modelem Tipo 33. Początkowo samochody były niesolidne i podczas testów tego modelu zginęli Jean Rolland, Leo Cella i Lucien Bianchi. Jednakże w 1974 roku w Mistrzostwach Świata Samochodów Sportowych Autodelta odniosła dobre rezultaty, gdy jej kierowcami byli Arturo Merzario, Jacques Laffite, Derek Bell i Henri Pescarolo. Alfa Romeo wygrała tytuły w 1975 i 1977 roku.
W 1976 Autodelta zaczęła dostarczać zespołowi Formuły 1 Brabham silniki B12. W 1978 Niki Lauda wygrał Grand Prix Szwecji kontrowersyjnym Brabhamem BT46B, a także Grand Prix Włoch. W trakcie 1979 Brabham zerwał umowę z Alfą Romeo. W tym okresie Autodelta wycofała się z rywalizacji w mistrzostwach samochodów sportowych i GT, by skoncentrować się na wprowadzeniu do Formuły 1 własnego modelu, 177. Jego kierowcami byli Bruno Giacomelli i Vittorio Brambilla. W trakcie sezonu 1979 wprowadzono ponadto Alfę Romeo 179 z efektem przyziemnym rozwijanym przez Robert Chouleta. Chiti opuścił Alfę Romeo w 1984 roku. Po sezonie 1985 Alfa Romeo zrezygnowała z wyścigów Formuły 1.